# Ezekiel Mbah
Ezekiel Mbah (28 ottobre 1989) è un calciatore nigeriano, attaccante del SONIDEP.